# Ayhancan Güven
Ayhancan Güven, född den 1 februari 1998 i Istanbul är en turkisk racerförare.